# يلملم
مركز يلملم أو ميقات يلملم أو ميقات أهل تهامة وأهل اليمن هو مركز تابع لمحافظة الليث التابعة لمنطقة مكة المكرمة ويقع فيه ميقات أهل اليمن القديم ومسجد ميقات يلملم القديم وفيها حصل يوم ذات نكيف داخل قبائل كنانة بين بني قريش بن كنانة وبني بكر بن عبد مناة بن كنانة .

## الموقع
يقع مركز يلملم 95 كم شمال محافظة الليث و85 كم جنوب مدينة مكة المكرمة وهو أول مراكز محافظة الليث للقادم من مكة المكرمة.

## الجغرافيا وسكانه
وادي يلملم وادٍ فحل من أودية الحجاز التهامية يأخذ أعلى مساقط مياهه من الشفا على قرابة 30 كيلا جنوب غربي الطائف ثم يندفع غربا في انحدار عميق بين صلاهيج الجبال. فيمر بمنطقة السعدية ثم ميقات أهل اليمن على الطريق التهامي ثم يصب في البحر جنوب جدة على مسافة مرحلتين. وهو وادي متعدد الروافد ومن أوديته:
- حثن
- وديان
- تصيل
- نمار
- شكيل

ويعرف هذا الوادي بالسيل الجارف وكانت أراضيه صالحة للزراعة ويكثر في الوادي نبات الأراك. ويتبع الوادي الميقات وكل الساحل الى وادي مرخ بين  الغالة ومركوب.

### سكان الوادي
يسكن في صدور الوادي قبيلة بني فهم وقبيلة بني صاهلة من هذيل. وأسفل الوادي يسكن قبيلة الجحادلة من بني شعبة من كنانة. واما روافد الوادي الشمالية تقع في ديار هذيل. وفي الوادي مركز حكومي تابع لإمارة الليث.

## ذكرة في الشعر
ذكر وادي يلملم في الشعر العربي قديما ففيه يقول أبو دهبل الجمحي:

## الشؤون الإدارية
قرية الرنيفة تتبع لمركز يلملم هو قريب جدا من مركز السعدية، الذي يقع شماله وكان فيه الميقات القديم، أما الميقات الجديد فهو في مركز سعيا جنوب مركز يلملم.

## التحديد والتوقيت
عن ابن عباس قال: وقت رسول الله لأهل المدينة ذا الحليفة ولأهل الشام الجحفة ولأهل نجد قرن المنازل ولأهل اليمن وأهل تهامة يلملم فقال: ((هن لهن ولمن أتى عليهن من غير أهلهن لمن كان يريد الحج أو العمرة فمن كان دونهن فمهله من أهله وكذلك حتى أهل مكة يهلون منها)). رواه البخاري ومسلم.

## ميقات يلملم القديم
يقع في مركز يلملم ميقات أهل تهامة وأهل اليمن وهو ميقات يلملم القديم الذي كان يحرم منه المعتمر والحاج.

## وصلات خارجية
- موقع إمارة منطقة مكة المكرمة
- رحلة مصورة إلى يلملم (السعدية)